# Psilosetia pura
Psilosetia pura är en fjärilsart som beskrevs av W. Warren 1900. Psilosetia pura ingår i släktet Psilosetia och familjen mätare. Inga underarter finns listade.